# Ghislarengo
Ghislarengo (Ghislarengh in piemontese) è un comune italiano di 794 abitanti della provincia di Vercelli in Piemonte.
Dal 1997 è sita in Ghislarengo la sede del Club Nazionale di automobili sportive di marca Lotus e la relativa squadra corse.

## Storia

### Simboli
Lo stemma del comune di Ghislarengo è stato concesso con decreto del presidente della Repubblica del 3 marzo 2005.
(D.P.R. 03.03.2005)
Il gonfalone è un drappo partito di azzurro e di bianco.

## Società

### Evoluzione demografica

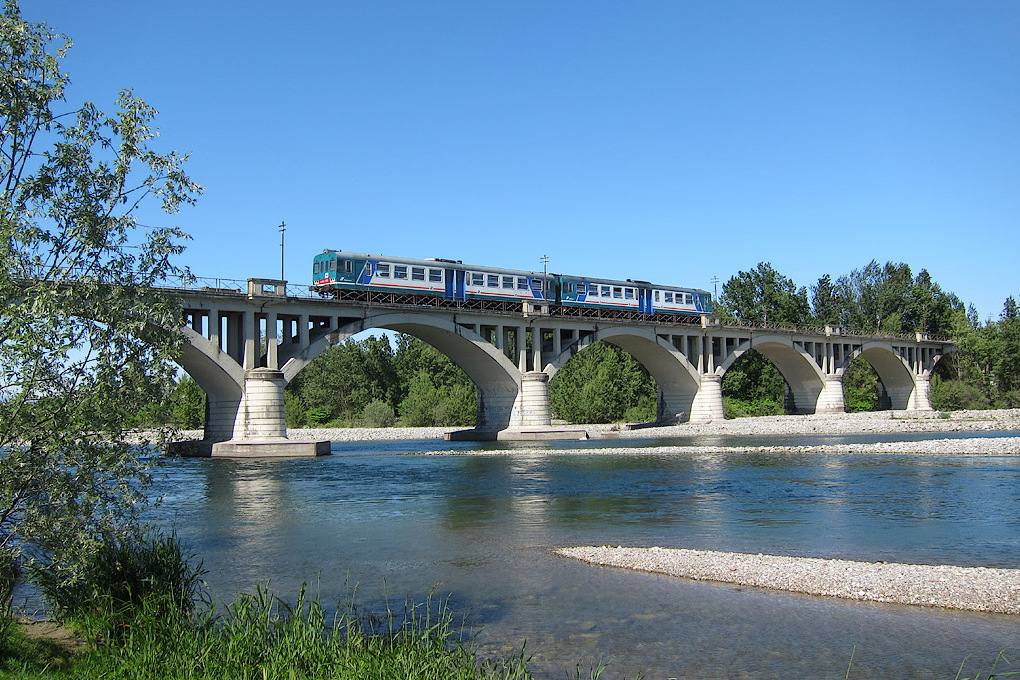
Il ponte ferroviario sul fiume Sesia

Abitanti censiti

## Infrastrutture e trasporti
La fermata di Ghislarengo, posta lungo la ferrovia Biella-Novara, è priva di traffico dal 2013.
Tra il 1879 e il 1933 il paese fu servito dalla tranvia Vercelli-Aranco.

## Amministrazione
Il comune è amministrato dal 2017 da una Lista Civica.